# MC Jacaré
MC Jacaré, nome artístico de Pedro Henrique Mendes Mesquita (Goiânia, 2003), é um cantor, compositor, produtor musical e arranjador brasileiro de funk.

## Biografia
MC Jacaré nasceu em Goiânia e morou no bairro Urias Magalhães, na região norte da cidade. Segundo ele, o interesse pela música se iniciou ainda na infância, aprendendo a tocar violão e outros instrumentos. Mais tarde, começou a compor utilizando um computador antigo com beats de rap.

## Carreira
O músico começou a publicar suas primeiras composições na internet ainda durante a adolescência, em meados de 2016. Em 2019, MC Jacaré lança "Pra Melhorar Meu Dia", paródia de "Dois Corações", do trio Melim, e também "Implorou pra Sentar", paródia de "Liberdade Provisória", da dupla Henrique & Juliano. As duas canções ajudaram a projetar o cantor como um dos novos artistas de funk fora do eixo Rio-São Paulo.
Jacaré se tornou nacionalmente conhecido em 2020 com a música "Comprei um Lança", escrita em homenagem a uma amiga e inspirada em "Lança Perfume" (de Rita Lee), e que se tornou um viral. A canção alcançou as paradas de plataformas de streaming como o Spotify como uma das mais ouvidas no Brasil. Em seguida, o artista lançou uma nova versão da música, com sonoridade de forró, com a participação de Xand Avião. Meses depois, "Senta no Fazendeiro", uma música originalmente lançada em 2019, se tornou um viral.
Em 2021, MC Jacaré continuou lançando singles e o seu primeiro EP pela Som Livre, Sempre Fui Assim, cujas canções receberam versões em videoclipe gravadas em Goiânia. As canções receberam influências do funk proibidão e o desempenho delas foi modesto. Em 2022, o músico lançou o single "Pequi de Goiás". Mais tarde, a música "Vento Forte" se tornou seu maior sucesso depois de "Comprei um Lança", com influências do eletrofunk. Com a canção, o cantor entrou novamente no TOP 10 nacional desde 2020.

## Discografia
- 2021: Sempre Fui Assim